# Ac-Cent-Tchu-Ate the Positive
«Ac-Cent-Tchu-Ate the Positive» es una canción popular compuesta en 1944 por Harold Arlen, con letra de Johnny Mercer. Fue compuesta para la película Here Come the Waves (1944), dirigida por Mark Sandrich y protagonizada por Bing Crosby y Betty Hutton. Forma parte del Great American Songbook. 
Respecto al origen del título, Mercer comentó en una entrevista radiofónica para Pop Chronicles que «Fui a escuchar al sermón de Father Divine y su mensaje fue "tienes que acentuar lo positivo y eliminar lo negativo" y pensé "Vaya frase más colorida"».
El propio Mercer grabó la canción con The Pied Pipers y la orquesta de Paul Weston el 4 de octubre de 1944 para Capitol Records. Entró en las listas de Billboard en enero de 1945, llegando finalmente al puesto número 2, siendo esta versión de Mercer un éxito aun mayor que la versión que Crosby hizo con The Andrews Sisters y que se publicó el mismo mes.
Parte del éxito de su versión se debe al estilo vocal y acento sureño del letrista, junto con el mensaje tan positivo que proyectaba a una sociedad desgastada por la guerra mundial.

## Versiones
- Johnny Mercer, grabado en octubre de 1944 para Capitol Records - esta versión se incorporaría en el National Recording Registry de la Library of Congress en 2014.[1]
- Bing Crosby y The Andrews Sisters la grabaron en diciembre de 1944 para Decca Records.[4]
- Kay Kyser la grabó  en diciembre de 1944, con Dolly Mitchell.
- Artie Shaw la grabó para RCA Records.[4]
- Perry Como la grabó dos veces: en febrero de 1958 y julio de 1980.
- Ella Fitzgerald la grabó para Ella Fitzgerald Sings the Harold Arlen Songbook (1961) para Verve Records.
- Aretha Franklin la grabó para The Electrifying Aretha Franklin (1962) para Columbia Records.
- Sam Cooke la grabó para Encore.
- Al Jarreau la grabó para Accentuate the Positive (2004)[5][6]
- Cliff Richard la grabó para Bold as Brass (2010).
- Paul McCartney la grabó para Kisses on the Bottom (2012)